# Terra Nova (Star Trek: Enterprise)
"Terra Nova" es el sexto episodio de la serie de televisión Star Trek: Enterprise, y fue escrito por Antoinette Stella a partir de una historia de los creadores Brannon Braga y Rick Berman. LeVar Burton fue el director del episodio.
En este episodio, la Enterprise descubre el destino de una colonia humana de la que no se sabe nada desde hace setenta años. Cuando llega la tripulación, descubren una radiación inexplicable en el lugar de la colonia. Al comprender que los niveles de radiación de hace setenta años habrían sido letales, encuentran personas que todavía viven allí y bajo tierra.

## Trama
La Enterprise está investigando la primera colonia humana en el espacio profundo: Terra Nova, a nueve años de distancia de la Tierra a una velocidad warp de la cual se había sabido nada en los últimos setenta años, luego de un desacuerdo con la Tierra sobre otras naves coloniales Archer, Mayweather, Reed y T'Pol llevan un transbordador a la superficie, donde encuentran un pueblo fantasma y una radiación que habría sido letal setenta años antes. Luego, Reed detecta a un humanoide y lo persigue, llegando a la entrada de una cueva; dentro, Archer y Reed hacen el primer contacto , pero Reed pronto recibe un disparo y es capturado.
De vuelta en la Enterprise, T'Pol revela que los atacantes eran humanos, no extraterrestres. Archer nota cincuenta y dos biosignos en la red de cuevas, incluido el de Reed. Decide negociar y lleva al Doctor Phlox a la superficie. Dos colonos, Jamin y Nadet, los llevan a Reed, que está estable. Phlox también descubre que Nadet, la madre de Jamin, tiene cáncer de pulmón y la llevan de regreso para curarla. Mientras recibe tratamiento, T'Pol muestra sus registros de que la "lluvia venenosa" fue causada por el impacto de un asteroide que había enviado mineral radiactivo a la atmósfera y no por ninguna traición de la Tierra. Además, la radiación impidió que cualquier llamada de socorro llegara a la Tierra. Archer explica que los novans y los humanos son en realidad la misma especie. Los adultos finalmente murieron por envenenamiento por radiación, pero los niños pequeños desarrollaron inmunidad y sobrevivieron huyendo bajo tierra. Sin embargo, la radiación está empezando a contaminar sus fuentes de agua subterránea, provocando el cáncer de Nadet y poniendo en peligro sus vidas.
Archer y Phlox intentan convencerlos de que se vayan, ya que Phlox no puede fabricar un antídoto y pasarán años antes de que los niveles de radiación vuelvan a ser seguros. Archer le muestra a Nadet una fotografía de un grupo familiar en un Terra Nova. Ella los identifica como humanos y dice que la foto fue tomada antes de la lluvia venenosa; la joven se llama Bernadette. Nadet hace la conexión y se da cuenta de que ella es en realidad Bernadette, ya que su nombre completo se olvidó hace mucho tiempo, pero Jamin le recuerda a Archer que matarán a Reed si no los devuelven pronto. T'Pol sostiene que la reubicación en la Tierra les salvaría la vida pero destruiría su cultura Novan, por lo que Archer hace que la tripulación busque otra solución. Finalmente, Archer se gana la confianza de los Novan al rescatar a uno de ellos de un pozo y persuade a los colonos restantes para que se trasladen a cavernas similares en el hemisferio sur no afectado del planeta.

## Producción

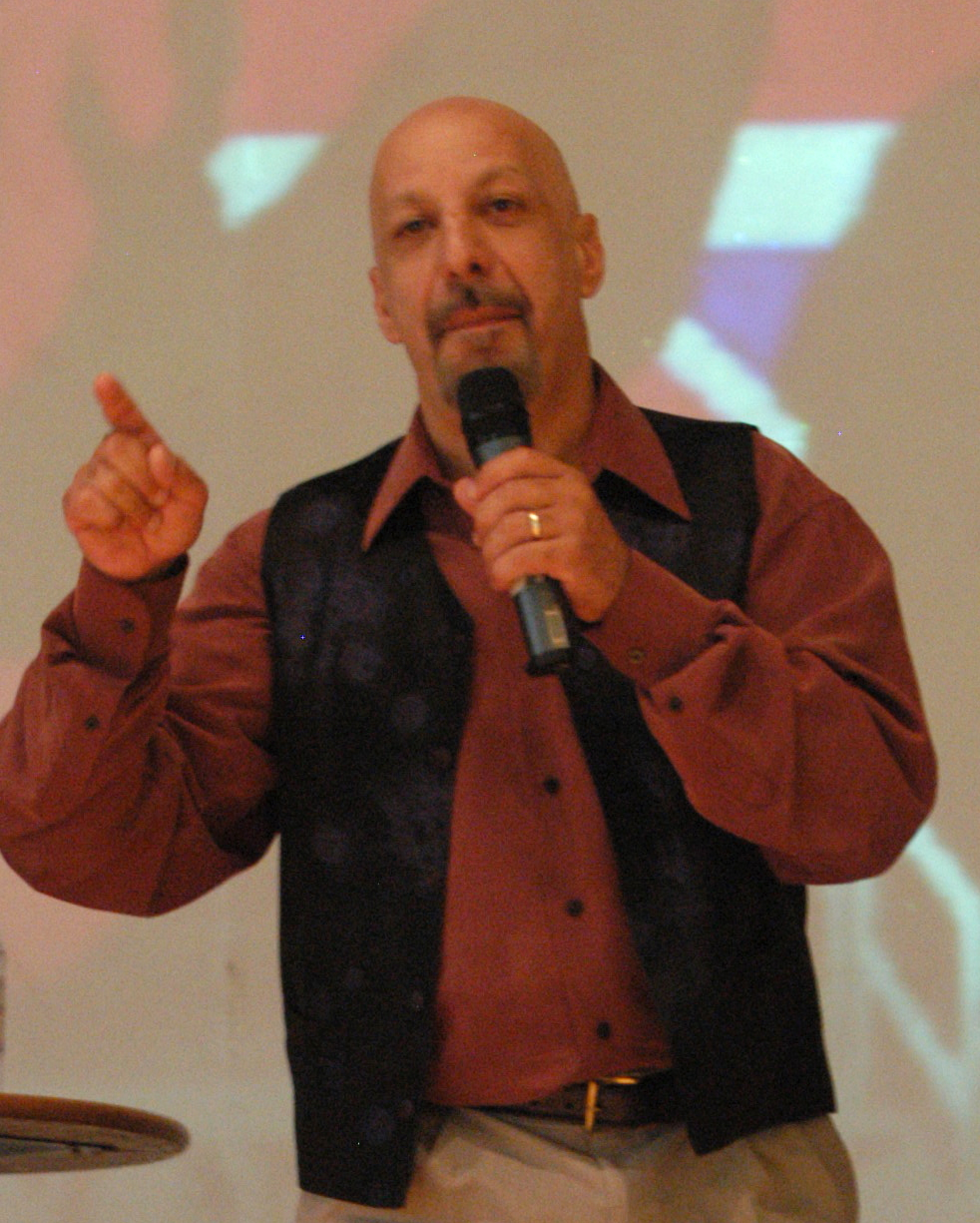
La estrella invitada Erick Avari.

"Terra Nova" marcó la primera vez que un ex actor de Star Trek dirigió un episodio de Enterprise en este caso LeVar Burton. Burton apareció anteriormente como Geordi La Forge en Star Trek: The Next Generation y dirigió episodios de TNG, así como Star Trek: Deep Space Nine y Star Trek: Voyager; luego dirigiría 26 episodios de Star Trek, incluidos nueve de Enterprise, totalizando la mayor cantidad de cualquier exmiembro del elenco de Star Trek (aunque Roxann Dawson, exmiembro del elenco de Voyager, dirigió más episodios de Enterprise, supervisando 10 de los 98 episodios del programa).  Este episodio fue el único crédito de escritura de Antoinette Stella, quien se desempeñó como productora durante la primera mitad de la primera temporada. 
La estrella invitada Erick Avari era conocida por su aparición en la película Stargate y en la serie de televisión.  Avari apareció anteriormente en Star Trek como klingon (B'iJik, "Unification") y bajorano (Vedek Yarka, "Destiny"). 

## Recepción
Terra Nova se emitió por primera vez en los Estados Unidos por UPN el 24 de octubre de 2001. Según Nielsen Media Research, recibió una calificación de 5,1 entre los adultos. Esto significa que tuvo una media de 8,4 millones de espectadores.
Sunny Lee de Entertainment Weekly le dio al episodio una crítica negativa. Lee criticó el maquillaje, se suponía que los Novens debían parecer extraterrestres, pero sus "rostros parecen normalmente humanos con un toque aquí y allá de polvo amarillo y azul". A Lee le pareció extraño que el Capitán Archer dejara atrás a un tripulante y encontró que el mensaje moral de la historia era demasiado simplista.  Aint It Cool News le dio 2,5 sobre 5. Criticó el guion: "Esperaba una mejor explicación de por qué los primeros Novanos estaban tan en contra de la idea de una segunda ola de colonización" y "los escritores necesitan trabajar en sus epílogos; todos los episodios de "Enterprise" parecen terminar una demasiado abruptamente".  Michelle Erica Green dijo que "no fue un gran episodio", aunque fue una mejora con respecto al episodio anterior "Unexpected". Ella criticó el episodio por ser predecible y por sus similitudes con el episodio "Friendship One" de Star Trek: Voyager. Green se mostró positivo sobre el desarrollo del personaje del Capitán Archer y dijo que las otras actuaciones fueron "uniformemente bien", pero notó la falta de desarrollo del personaje del elenco secundario.  Jason Bates IGN lo calificó con 3 sobre 5. Lo llamó "¡ABURRIDO!" y "¿Dónde están las historias generales y el desarrollo de personajes que (teóricamente) me mantendrán sintonizado semana tras semana?"  Keith DeCandido de Tor.com le dio 4 sobre 10. 
Brannon Braga dijo que este era el episodio que menos le gustaba de Enterprise y lo calificó de aburrido. Braga pasó a trabajar en una serie no relacionada también llamada Terra Nova.
TechRepublic incluyó el episodio en su lista de los 5 peores episodios de Enterprise.

## Medios domésticos
Este episodio se lanzó como parte de la primera temporada de Enterprise, que se lanzó en alta definición en disco Blu-ray el 26 de marzo de 2013;tiene vídeo de 1080p y una pista de sonido DTS-HD Master Audio.